# 大手饅頭

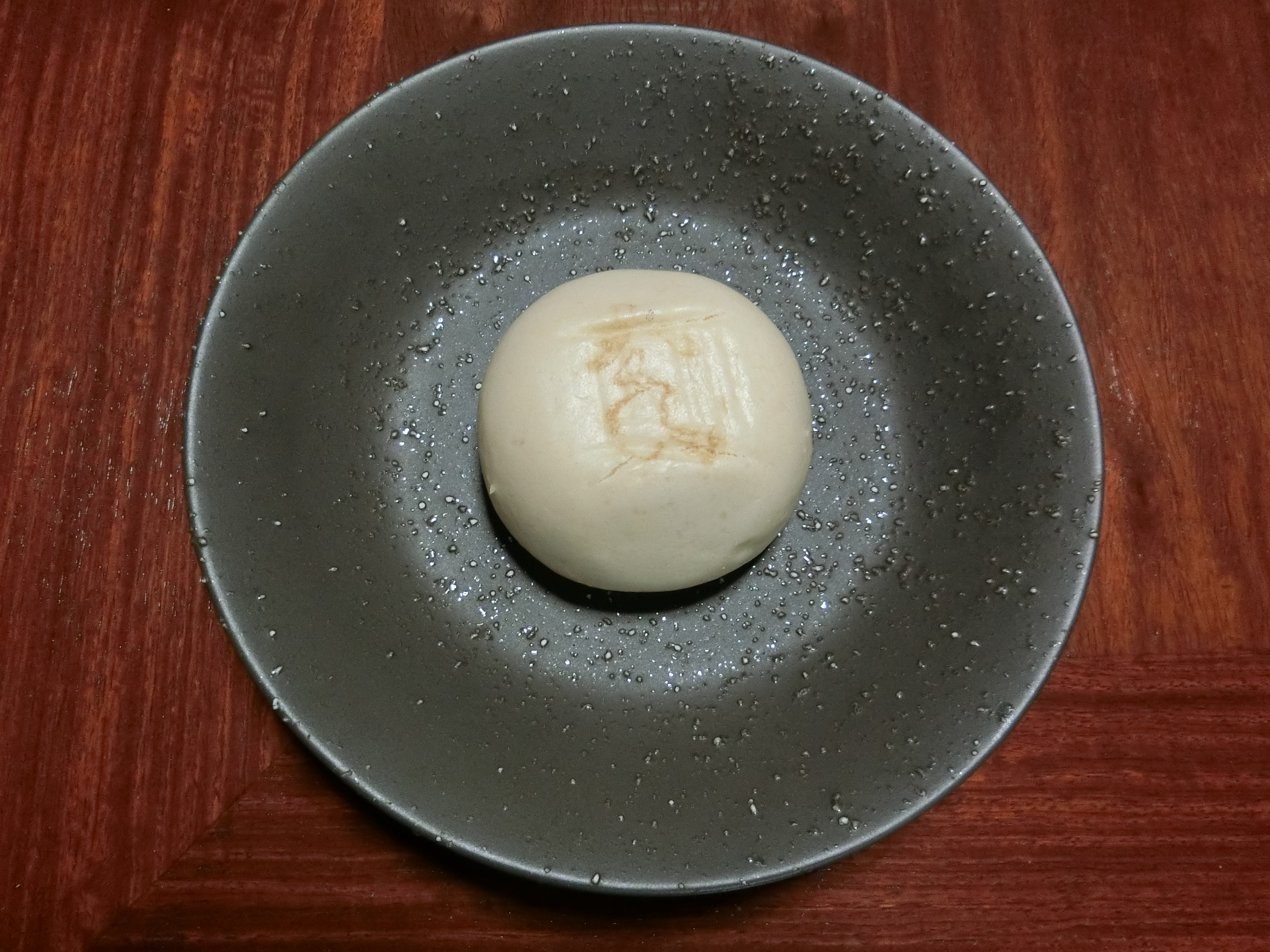
大手饅頭

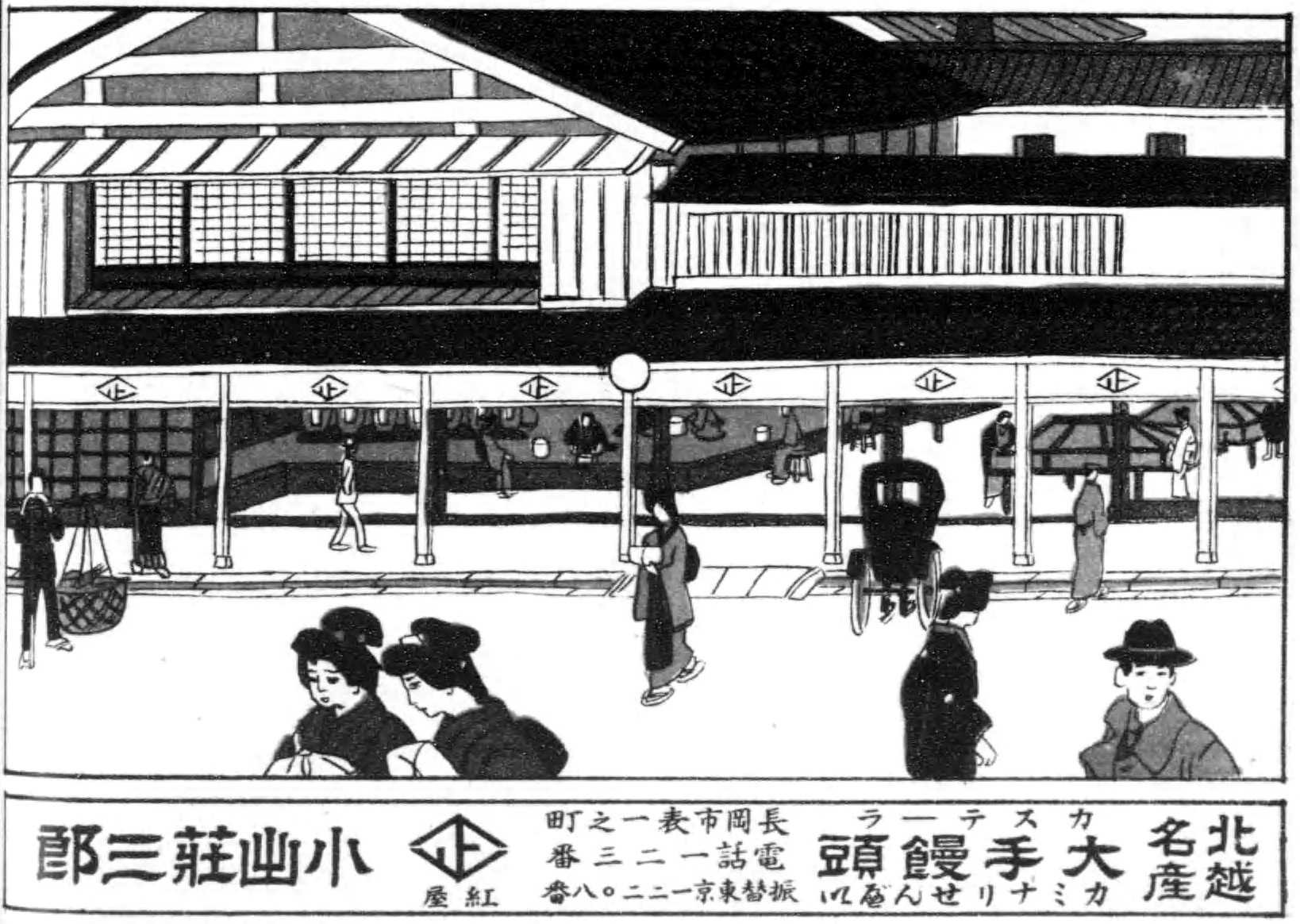
大正期の紅屋重正（『絵画北越商工便覧』1919年（大正8年）刊より）

大手饅頭（おおてまんじゅう）は、新潟県長岡市の土産菓子で、紅屋重正によって作られている酒饅頭である。
現在も昔ながらの製法で作られており、地元新潟産の良質な餅米をはじめ厳選された各種素材を使用している。餡に黒砂糖が使用されているのも大きな特徴である。

## 歴史
長岡城の大手門前に店があることからつけられた。1805年（文化2年）に長岡城の大手門前で創業し、長岡藩主牧野家の御用達のものであった。